# Haarkleuring

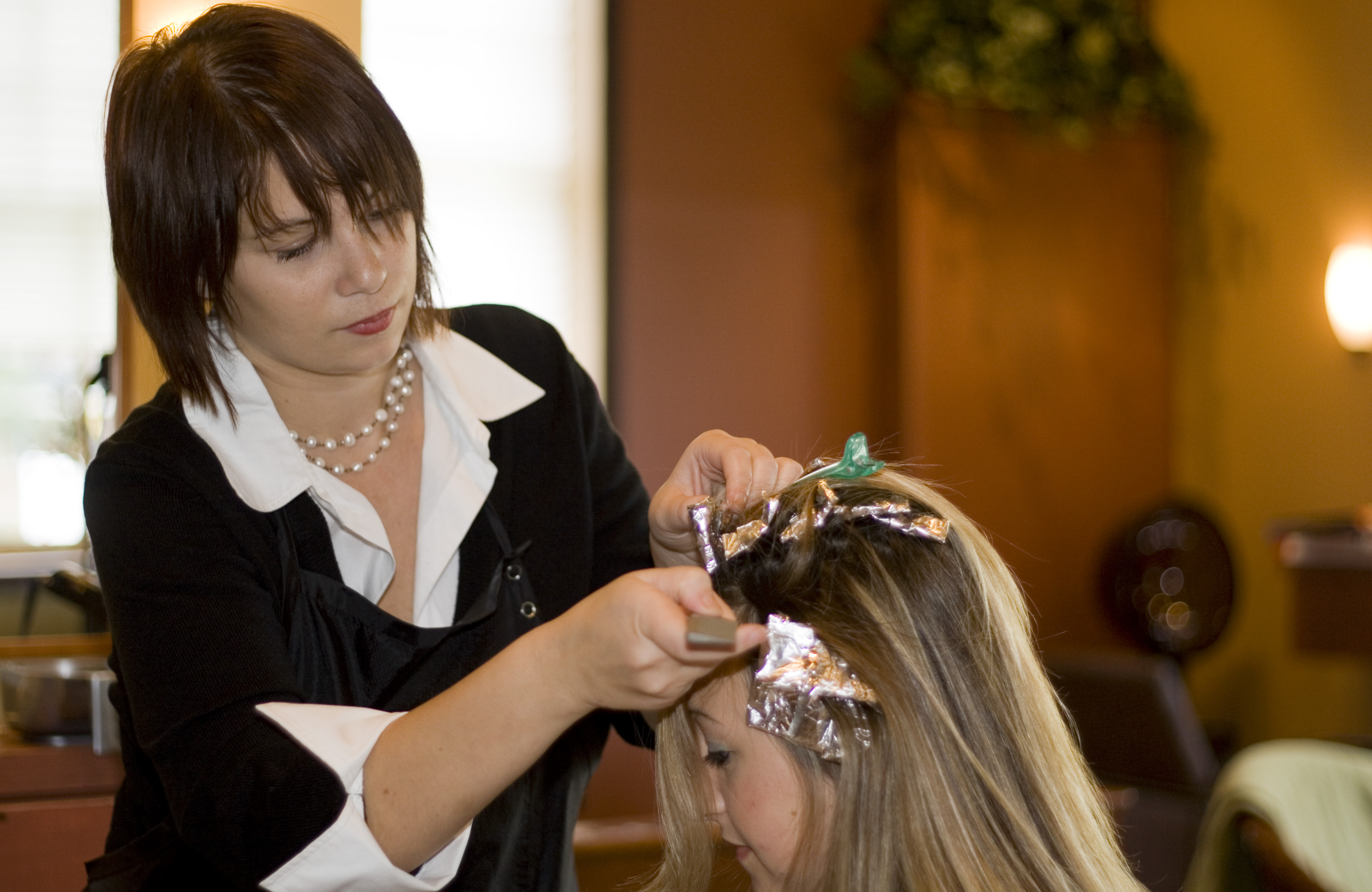
Een kapster kleurt het haar van een cliënte

Haarkleuring of haarverven is het met (al dan niet synthetische) kleuringsproducten veranderen van de natuurlijke kleur van het haar. Zowel mannen als vrouwen kunnen het aanwenden om grijs haar te bedekken, om de natuurlijke haarkleur te wijzigen, of om de natuurlijke haarkleur te herstellen nadat het haar ontkleurd of (eventueel door de zon) gebleekt is geweest.

## Geschiedenis
In het boek Eighteen Books of the Secrets of Art & Nature uit 1661 werden al diverse methoden genoemd om het haar te kleuren in zwart, goudblond, groen, rood, geel en wit.
Haarverf of haarkleuring is het product waarmee de haarkleur wordt veranderd. Haarverf wordt vaak gebruikt om grijs haar te bedekken, aangezien dat in sommige culturen wordt beschouwd als een teken van ouderdom. Jongere mensen verven vaak hun haar als "fashion statement".
Van de Romeinen is al bekend dat ze geïnteresseerd waren in het veranderen van de haarkleur. Ze hadden meer dan honderd recepten om dit met natuurlijke ingrediënten te doen. Deze producten konden de haarkleur echter alleen donkerder maken, niet lichter. In de renaissanceperiode was blond haar erg populair.
In 1907 vond Eugène Schueller, de oprichter van L'Oréal, de eerste synthetische haarverf uit; dit product werd toen echter nog weinig verkocht.

## Soorten haarkleuringen
Er zijn vier soorten haarkleuringen: vluchtige kleuringen (ook wel "uitwasbaar" genoemd), tijdelijke kleuringen, semipermanente kleuringen en permanente kleuringen.

### Vluchtige haarkleuringen
Vluchtige haarkleuringen zijn verkrijgbaar in alle kleuren van de regenboog en in diverse vormen: spray, gel, shampoo en schuim. Doorgaans zijn de kleuren veel feller dan die van semipermanente en permanente kleuringen. Deze haarkleuring wordt vaak gebruikt voor speciale gelegenheden, zoals verkleedpartijen, Koningsdag en voetbalwedstrijden. De natuurlijke kleurtinten kunnen de haarkleur opfrissen en meer glans geven. 
De pigmenten die gebruikt worden voor tijdelijke haarkleuring bevatten grote moleculen die niet in de haarschacht kunnen dringen. De kleurdeeltjes vormen enkel een gekleurd laagje rond het haar en blijven op het haar liggen. De vluchtige kleuringen kunnen eenvoudig met een wasbeurt verwijderd worden. Wanneer het haar uitzonderlijk droog of beschadigd is kan het gebeuren dat de kleurdeeltjes wel tot in de haar doordringen en dat er na het wassen kleur achterblijft.

### Tijdelijke haarkleuringen
De tijdelijke haarkleuringen werken intensiever dan de vluchtige omdat ze meer ontwikkelde kleurstoffen bevatten. Deze ontwikkelde kleurdeeltjes komen nog verder tot ontwikkeling door de oxidatie uit de lucht, vandaar dat het product een zekere inwerktijd nodig heeft. De inwerktijd is afhankelijk van het merk waarmee gewerkt zal worden. Gemiddeld schommelt dit tussen  5 tot 15 minuten. Het zijn ook zwak-zure producten, vandaar hun verzorgende werking op het haar. Ze komen voor in natuurkleuren en kleuren met een specifiek karakter. Ze kunnen het haar een tijdelijke kleur of weerschijn geven. De tijdelijke kleuring vervaagt na enkele wasbeurten. Deze kleuringen zijn gebruiksklaar en moeten niet met een ontwikkelvloeistof zoals peroxide gemengd worden. Het wordt toegepast op gewassen handdoek droog haar of op droog haar voor een intenser resultaat.

### Semipermanente haarkleuringen
Semipermanente haarkleuring bevat kleinere kleurmoleculen dan tijdelijke haarkleuring. Hierdoor kunnen de kleurmoleculen doordringen tot in de haarschacht, waardoor het een aantal wasbeurten (10 tot 15) blijft zitten. Het vooraf bleken van het haar kan de houdbaarheid van de haarkleur wel verlengen. De inwerktijd is afhankelijk van het merk waarmee gewerkt zal worden. gemiddeld schommelt dit tussen 20 tot 25 minuten. Het wordt toegepast op gewassen handdoek droog haar of op droog haar voor een intenser resultaat. Deze soort haarkleuring bevat geen of nauwelijks ammonia en een minder krachtige ontwikkelvloeistof (meestal peroxide) en is daardoor veiliger voor droog of beschadigd haar dan permanente haarkleuring. Het geeft het haar een natuurlijke glans waardoor het haar er gezonder uitziet. De semipermanente kleuring bevat vaak wel het giftige bestanddeel p-fenyleendiamine of een vergelijkbaar ingrediënt.
Het resultaat na het gebruik van dit type kleuring hangt af van de oorspronkelijke haarkleur en de mate van porositeit van het haar en varieert dus van persoon tot persoon, maar ook van haar tot haar. Door de kleine variaties wordt een vrij natuurlijk resultaat verkregen, aangezien de natuurlijke haarkleur ook varieert. Dit betekent ook dat grijze haren minder donker zullen worden dan haren mét pigment, dus vaak zichtbaar blijven. Deze kleuring kan grijze haren camoufleren maar niet volledig wegwerken. Op de verpakking van dergelijke producten staat dan ook vaak dat het niet geschikt is voor het bedekken van grijs haar.
Semipermanente kleuring kan het haar alleen donkerder van kleur maken, niet lichter. Met een semipermanente kleuring kan je een ongewenste weerschijn wegwerken.

### Permanente haarkleuringen

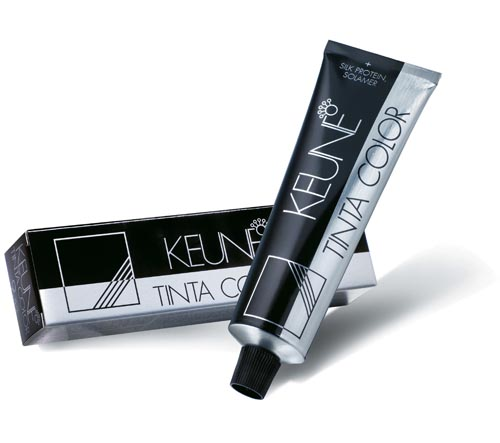
Een tube haarverf naast de verpakking

Permanente haarkleuring (ook wel "haarverf" genoemd) en blondeercrème of ontkleuringsmiddel bevatten een zuur en een base (meestal ammonia). Deze zijn apart verpakt. De inhoud van de tube die de pigmenten en de base bevat moet door de gebruiker worden toegevoegd aan het flesje met ontwikkelvloeistof (het zuur). Wanneer dit mengsel op de haren wordt aangebracht ontstaat een chemische reactie, die het haar doet opzwellen, waardoor de kleurstoffen kunnen indringen in het haar en daar de melanine oplichten en opnemen. Het zorgt er dus voor dat de natuurlijke haren een andere kleur kan krijgen. Een permanente haarkleur kan grijze haren voor 100% wegwerken mits het juiste receptuur gebruikt wordt. De inwerktijd is afhankelijk van het merk waarmee gewerkt zal worden. gemiddeld schommelt dit tussen 30 tot 40 minuten.
Permanente haarkleuring is daadwerkelijk permanent, de kleur is niet uitwasbaar. Na verloop van tijd kan de kleur wel vervagen. Ook kan vrij snel zogenaamde uitgroei zichtbaar zijn, wanneer aan de haarwortel de natuurlijke haarkleur weer tevoorschijn komt.
Met een permanente kleuring kan je een ongewenste weerschijn wegwerken.
Permanente haarkleuring kan worden verwijderd door het haar te bleken of ontkleuren. Dit geeft niet de natuurlijke haarkleur terug en verwijdert ook vrijwel nooit in één keer alle toegevoegde pigmenten.

## Alternatieve haarkleuringen

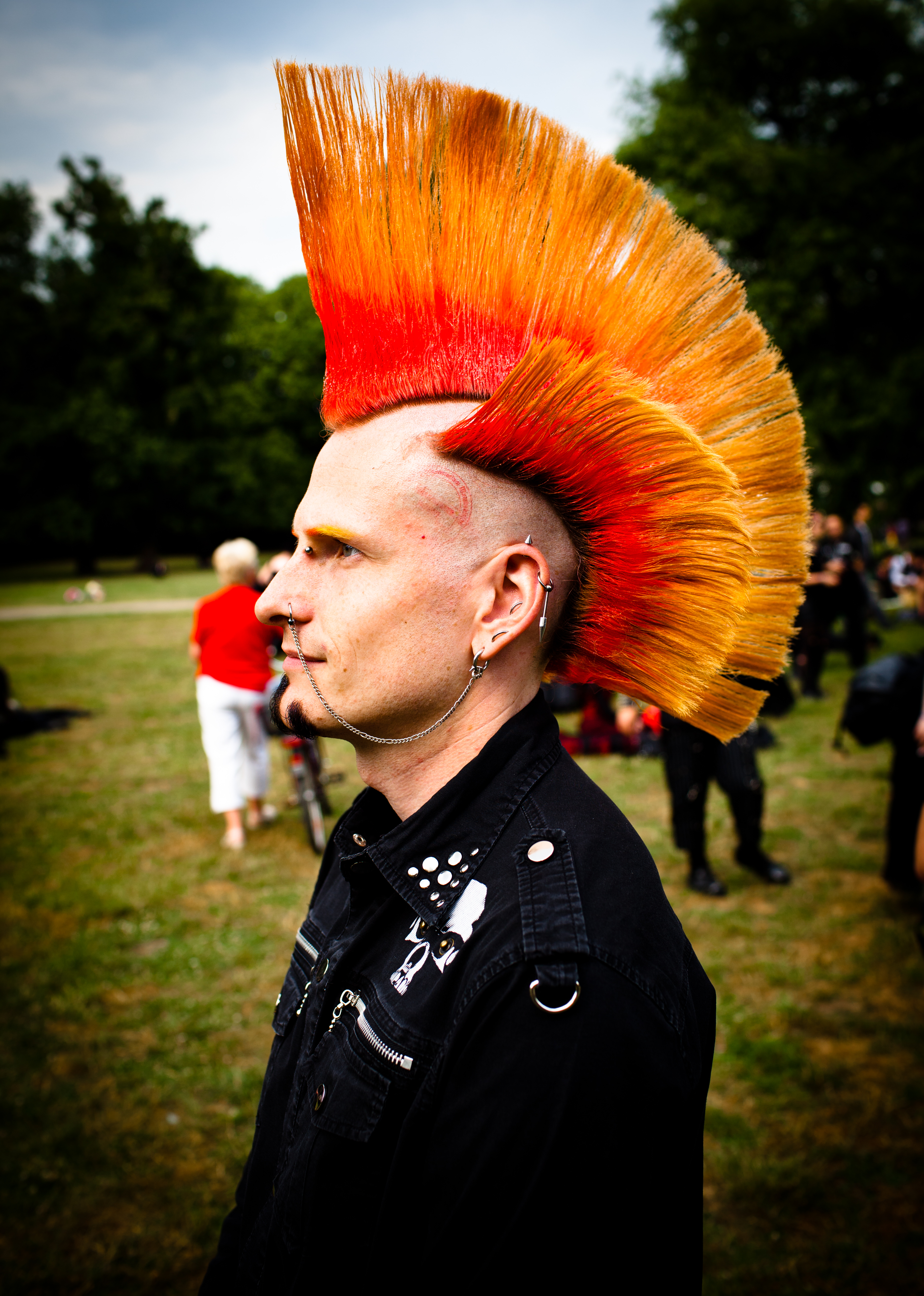
Alternatieve haarkleur

Er zijn ook haarkleuringen in kleuren die niet als natuurlijke haarkleur voorkomen, zoals blauw, groen en fuchsia. Deze kleuringen zijn vaak verkrijgbaar in punk-gerelateerde winkels, feestwinkels en bij sommige kapsalons, en zijn vrijwel altijd tijdelijk en uitwasbaar.

## Bijwerkingen
Bij het kleuren van het haar worden diverse niet-natuurlijke, chemische producten gebruikt. Dit kan bij sommige mensen huidirritatie of allergische reacties veroorzaken. Om deze reden wordt op de verpakking van de kleuringsproducten een allergietest aangeraden: de gebruiker wordt geadviseerd om 24 of 48 uur voor de toepassing een druppeltje van het product op de huid aan te brengen (bijvoorbeeld aan de binnenkant van de pols). Wanneer zich in die periode geen reactie voordoet kan over het algemeen het product veilig gebruikt worden, maar zelfs als iemand een product al jaren gebruikt kan zich ineens een allergische reactie voordoen.

## Zonlicht
Een ander alternatief voor het bleken van het haar is door gebruik te maken van de zon. Een oud trucje om dit proces te versnellen is citroensap.